# Рефтинское водохранилище
Ре́фтинское водохрани́лище — водохранилище, расположенное на реке Рефт в Свердловской области России. Водохранилище создано в месте слияния рек Малый и Большой Рефт. На правом берегу водохранилища находится посёлок Рефтинский, на левом — Рефтинская ГРЭС.

## История создания и использование
Рефтинское водохранилище создано в 1970 году для нужд Рефтинской ГРЭС — водоснабжения электростанции и посёлка Рефтинский, и использования в качестве водоёма-охладителя ГРЭС. Кроме того, водоём используется как рыбохозяйственный: там работает предприятие по разведению рыбы, его основная продукция — карп, разводят также осетровых.

## Морфометрия
Плотина длиной 485 и высотой 28 метров. Нормальный подпорный уровень (НПУ) 178 метров. Полный объём водохранилища 142 млн м³, полезный ‒ 59 млн м³, площадь водного зеркала 25,3 км³ (данные приводятся при НПУ). Площадь водосбора 1160 км². Длина водоёма около 20 км. Средняя глубина — 5,6 м, максимальная в приплотинной части — 22 м.
Водохранилище имеет сложную форму. Приплотинная часть наиболее широкая: максимальная ширина 3,8 км, затем следует сужение, в месте слияния Большого и Малого Рефта ширина уменьшается до 1,6 км, далее водохранилище разделяется на два рукава, там где его подпор распространяется по рекам Малый и Большой Рефт. Причём на Малом Рефте для сезонного регулирования стока Рефтинского водохранилища, а также хозяйственно-питьевых нужд посёлка Рефтинский, в 1971 году была построена ещё одна плотина, и создано Малорефтинское водохранилище. Оно расположено в 2 км от прежнего устья Малого Рефта, и находится в подпоре Рефтинского водохранилища. В водохранилище есть несколько островов, покрытых сосновым лесом.

## Притоки
Кроме рек Малый и Большой Рефт, в водохранилище впадают несколько мелких речек, в том числе наиболее значительные справа — Кирилловка, Выскринка и Каменка.

## Гидрология
Дно водохранилища преимущественно илистое, местами каменистое, берега частично болотистые, заросшие осокой, частично каменистые. При затоплении водохранилища на дне остался неубранный лес, поэтому много затонувшей древесины. Вода относится к гидрокарбонатному классу, натриевой группе. Минерализация в межень 240‒300 мг/л, в зимний период несколько повышается. Водородный показатель колеблется в пределах рН 6,9‒8,9. В воде большое содержание биогенных элементов, однако высокая проточность водоёма и незамерзающая зимой на 40 % акватория обеспечивают во все сезоны года удовлетворительный кислородный режим.

## Флора и фауна
Берега водохранилища покрыты сосновыми и смешанными сосново-берёзовыми лесами. В составе фитопланктона почти 100 видов водорослей: больше всего зелёных (60 %) диатомовых (28 % видов), и цианобактерий (7,5 %). Среди высших водных растений (всего их насчитывается до 20 видов) больше всего рдестов: это рдест курчавый в тёплой зоне, рдест пронзённолистный и рдест гребенчатый в более холодной, рдест плавающий повсеместно. Из редких охраняемых видов встречается наяда (каулиния) малая, занесённая в Красную Книгу России. Из рыб в водохранилище обитают местные виды: плотва, окунь, щука, лещ, елец, и выпущенные рыбоводами карп, толстолобик, белый амур и канальный сомик. Из амфибий обычна озёрная лягушка, случайно занесённая с выпущенной рыбой. Водохранилище пользуется популярностью у рыбаков и отдыхающих.
27 мая 2016 года в рамках мероприятия по искусственному воспроизводству водных биоресурсов в водохранилище было выпущено 70 026 штук молоди стерляди средней навеской около 5 граммов.

## Данные водного реестра
По данным государственного водного реестра России относится к Иртышскому бассейновому округу, водохозяйственный участок реки — Рефт от истока до Рефтинского гидроузла, речной подбассейн реки — Тобол. Речной бассейн реки — Иртыш. Код водного объекта — 14010502121499000000020.